# Аракелян, Арташес Артакович
Арташе́с Арта́кович Аракеля́н (арм. Արտաշես Առաքելյան; 10 июня 1989, Ереван, Армянская ССР, СССР) — армянский футболист, защитник. Бывший игрок молодёжной сборной по футболу.

## Клубная карьера
В юношеском возрасте попал в ереванскую «Киликию». В 18 лет подписал профессиональный контракт, и с того момента является основным игроком команды. В клубе является бесспорно основным игроком, который отрабатывает практически по всей оборонной линии. В начале 2011 года руководство «Киликии» направило официальное письмо в Федерацию футболу Армении, сообщив, что команда расформировывается и не сможет принять участие в чемпионате Армении 2011 года из-за финансовых проблем. 31 января ФФА официально приняла решение исключить «Киликию» из всех футбольных турниров под эгидой ФФА. Таким образом клуб прекратил своё существование. Аракелян вынужден был искать новую команду. Приглашение поступило из «Бананца», с которым впоследствии был подписан контракт.

## Карьера в сборной
В 2009 году был впервые привлечён в молодёжную сборную. Первый матч за молодёжную сборную Армении провёл 6 июня 2009 года на отборочном матче к чемпионату Европы 2011 до 21 года против молодёжной сборной Турции, выйдя на 54-й минуте матча, который закончился со счётом 2:5 в пользу турецкой сборной. В четырёх матчах из пяти Аракелян провёл всё 90 минут.

## Достижения
- Чемпион Армении: 2013/14
- Обладатель Суперкубка Армении: 2014

## Статистика выступлений
Данные на 24 ноября 2011
| Клуб             | Сезон            | Чемпионат | Чемпионат | Кубки | Кубки | Еврокубки | Еврокубки | Всего | Всего |
| Клуб             | Сезон            | Матчи     | Голы      | Матчи | Голы  | Матчи     | Голы      | Матчи | Голы  |
| ---------------- | ---------------- | --------- | --------- | ----- | ----- | --------- | --------- | ----- | ----- |
| Киликия          | 2007             | 22        | 0         | 1     | 0     | 0         | 0         | 23    | 0     |
| Киликия          | 2008             | 27        | 0         | 4     | 0     | 0         | 0         | 31    | 0     |
| Киликия          | 2009             | 26        | 0         | 2     | 0     | 0         | 0         | 28    | 0     |
| Киликия          | 2010             | 22        | 0         | 2     | 0     | 0         | 0         | 24    | 0     |
| Всего            | Всего            | 97        | 0         | 9     | 0     | 0         | 0         | 106   | 0     |
| Бананц           | 2011             | 21        | 0         | 6     | 0     | 2         | 0         | 29    | 0     |
| Бананц           | 2012/13          | 0         | 0         | 0     | 0     | 0         | 0         | 0     | 0     |
| Всего            | Всего            | 21        | 0         | 6     | 0     | 2         | 0         | 29    | 0     |
| Всего за карьеру | Всего за карьеру | 118       | 0         | 15    | 0     | 2         | 0         | 135   | 0     |